# Back to the Light
Albums de Brian May
Star Fleet Project
(1983) Live at the Brixton Academy
(1994)
Back to the Light est le premier album studio solo de Brian May, guitariste de Queen, et sorti en 1992. Il a été enregistré entre 1988 et 1992 aux studios Allerton Hill à Londres et mixé aux studios Metropolis.
L'album contient les hits Too Much Love Will Kill You et Driven By You.
Une autre version de Too Much Love Will Kill You a également été enregistrée par Queen et se trouve sur l'album Made in Heaven sorti en 1995. Brian May a également enregistré une version instrumentale à la guitare et au piano.
Trois versions supplémentaires de la chanson Driven By You existent :
- La première a été utilisée dans une publicité américaine pour Ford et les paroles sont légèrement différentes ;
- Une autre est une version instrumentale, Driven By You Too ;
- La dernière est dite rock re-mix, avec une batterie réenregistrée par Cozy Powell et disponible sur les versions américaines et canadiennes de l'album en tant que chanson bonus.

## Titres de l’album
| No  | Titre                                                                 | Durée |
| --- | --------------------------------------------------------------------- | ----- |
| 1.  | The Dark (May)                                                        | 2:21  |
| 2.  | Back To The Light (May)                                               | 5:00  |
| 3.  | Love Token (May)                                                      | 5:56  |
| 4.  | Resurrection (May/Powell/Page)                                        | 5:26  |
| 5.  | Too Much Love Will Kill You (May/Lamers/Musker)                       | 4:28  |
| 6.  | Driven By You (May)                                                   | 4:12  |
| 7.  | Nothin' But Blue (May/Powell)                                         | 3:31  |
| 8.  | I'm Scared (May)                                                      | 4:00  |
| 9.  | Last Horizon (May)                                                    | 4:11  |
| 10. | Let Your Heart Rule Your Head (May)                                   | 3:51  |
| 11. | Just One Life (May) (dedicated to Philip Sayer)                       | 3:38  |
| 12. | Rollin' Over (Marriott/Ronnie Lane)                                   | 4:37  |
| 13. | Driven By You (rock re-mix sur les versions USA et Canada de l'album) |       |

## Singles
1. Driven By You / Just One Life (Guitar Version, Instrumental) (novembre 1991) - no 6
2. Too Much Love Will Kill You / I'm Scared (août 1992) - no 5
3. Back To The Light / Nothin' But Blue (novembre 1992) - no 19
4. Resurrection / Love Token / Too Much Love Will Kill You (Live) (juin 1993) - no 23
5. Last Horizon / Let Your Heart Rule Your Head (Live) (décembre 1993) - no 51

## Crédits
- Musiques, paroles, chants, chœurs, guitares et claviers : Brian May, sauf indiqué ci-dessous
- Batterie et percussions : Cozy Powell sur "Back To The Light", "Love Token", "Resurrection", "Nothin' But Blue" et "I'm Scared"; Geoff Dugmore sur "Let Your Heart Rule Your Head" et "Rollin' Over".
- Basse : Gary Tibbs sur "Back To The Light", "Let Your Heart Rule Your Head", "Just One Life" et "Rollin' Over"; Neil Murray sur "Love Token" et "I'm Scared"; John Deacon sur "Nothin' But Blue".
- Chœurs : Miriam Stockley, Maggie Ryder, Suzie O'List et Gill O'Donovan sur "Back To The Light"; Suzie O'List et Gill O'Donovan sur "Let Your Heart Rule Your Head"; Miriam Stockley, Maggie Ryder et Chris Thompson sur "Rollin' Over".
- Piano : Mike Moran sur "Love Token" et Rollin' Over".
- Claviers : Mike Moran sur "Last Horizon".
- Claviers additionnels : Don Airey sur "Resurrection"et "Nothin' But Blue".

## Classement
| Classement 1992 | Position |
| --------------- | -------- |
| Royaume-Uni     | 6        |
| Autriche        | 20       |